# منظمة تعزيز التجارة الهندية

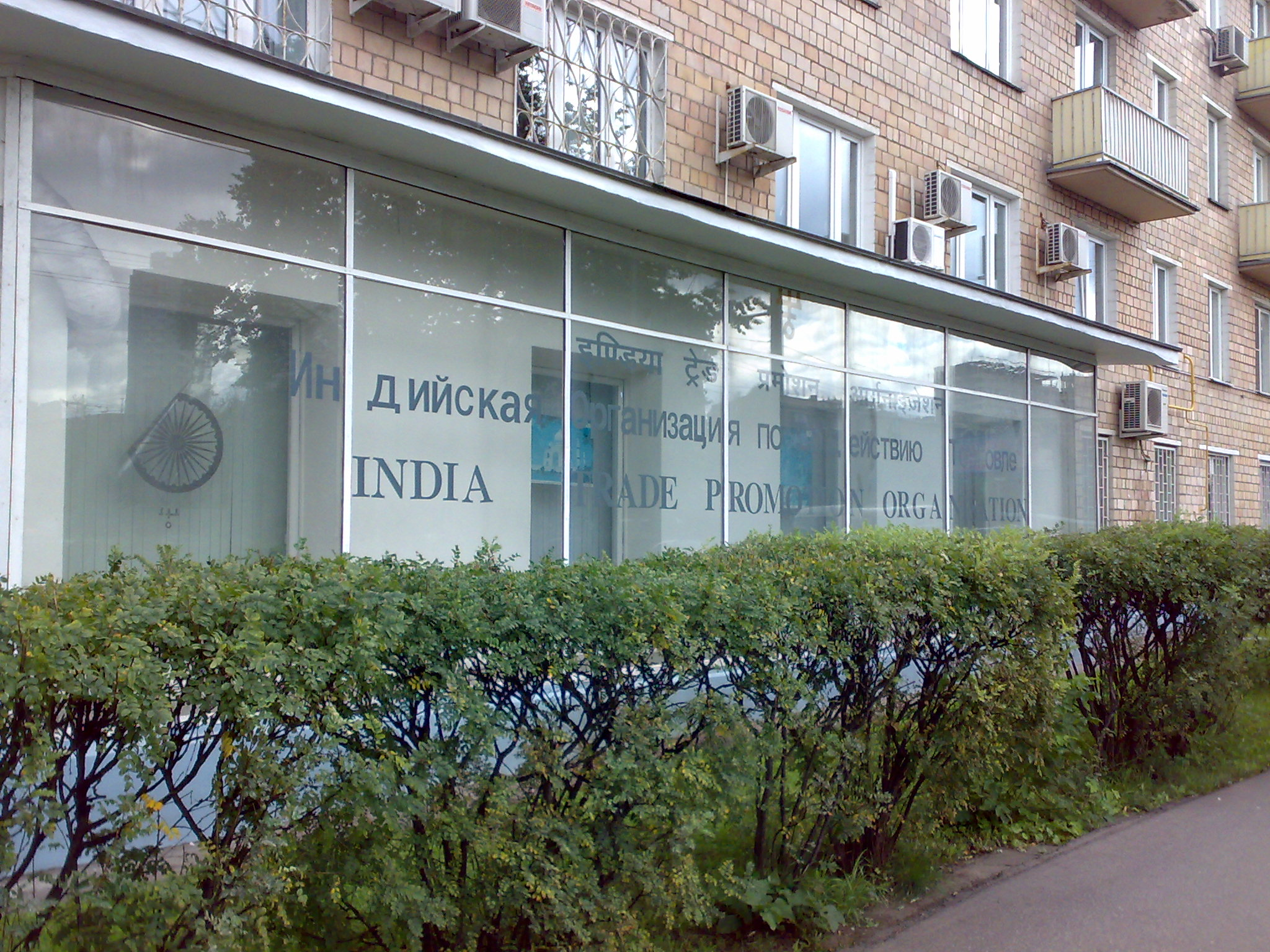
المكتب السابق لمنظمة الهند لتعزيز التجارة في موسكو ، روسيا

منظمة تعزيز التجارة الهندية (ITPO) ، ومقرها في براغاتي ميدان ، هي الوكالة العُقدية لحكومة الهند تحت رعاية وزارة التجارة والصناعة (الهند) لتعزيز التجارة الخارجية للبلاد. ITPO هي شركة ميني راتنا من الفئة الأولى من مؤسسات القطاع العام المركزية (CPSE)  مع حصة بنسبة 100 بالمائة من حكومة الهند.
في يناير 2016 ، عينت المنظمة المؤسسة الوطنية لتشييد المباني كمستشار لإدارة المشاريع (PMC) لمشروع مركز المعارض المتكاملة للمؤتمرات (IECC) كجزء من إعادة تطوير براغاتي ميدان . حصل المشروع على الكثير من الاهتمام الإعلامي بسبب هدم قاعة الأمم ونيهر بافيليون من قبل منظمة السياحة الدولية في أبريل 2017 ، بعد موافقة محكمة دلهي العليا . المنظمة منحت أعمال البناء المركز إلى مجموعة شابورجي بالونجي لINR 2150 كرور، مما يجعل تكلفة المشروع يذهب أكثر ضخم INR 2600 كرور.
يوم 22 ديسمبر عام 2017، نائب رئيس جمهورية الهند فينكاياة نايدو وضع حجر الأساس لمشروع مركز المعارض المتكاملة للمؤتمرات والمشروع المتكامل العابر للتنمية ممر في ميدان براغاتي.